# Anthony Cumia
Anthony Cumia (* 26. dubna 1961 Elwood, New York) je americký komik, herec a zpěvák. Nejvíce se proslavil jako rozhlasová osobnost v show Opie and Anthony, který se vysílal od roku 1995 do roku 2014. Od roku 2001 v pořadu vystupoval s komikem Jimem Nortonem.

## Mládí
Studoval střední školu v Elwoodu, kterou nedokončil. Má dva bratry, Joe a Dawn. Dětství prožil se svým otcem v Kalifornii. Původně se začal živit jako mechanik klimatizačních zařízení. Byl ovlivněn Howardem Sternem a Donem Imusem.